# حياة قنديل
حياة قنديل (23 نوفمبر 1951 -)، ممثلة مصرية. وهي واحدة من نجمات السينما المصرية في السبعينات لمعت خلال هذه الفترة ولكنها فضلت الزواج والاستقرار على الفن مع نهاية السبعينات.

## عن حياتها
حاصلة على دبلوم التجارة، بدأت حياتها الفنية في المشاركات في برامج الأطفال إلى أن بدأت التمثيل وهي صغيرة من خلال فيلم صراع الأبطال في عام 1962، توقفت بعدها عن التمثيل ولكن عادت إليه وقدمت أعمالًا في السينما ناجحة . ومن بعد زواجها من الممثل «فكري أباظة» قررت الأبتعاد عن المجال الفني بعد تقديمها للسينما فيلم اذكريني بعام 1978 وقدمت للتلفزيون مسلسل دمعة ندم بعام 1979.

## أعمالها[5]

### من الأفلام
- بيت بلا حنان
- وادي الذكريات.
- الأزواج الشياطين.
- أذكريني.
- الشياطين.
- جنس ناعم.
- سونيا والمجنون.
- الكروان له شفايف.
- المذنبون.
- المنحرفون.
- دائرة الانتقام.
- الحب تحت المطر.
- الضحايا.
- حتى آخر العمر.
- أجمل أيام حياتي.
- أين عقلي.
- الرصاصة لا تزال في جيبي.
- عجايب يا زمن.
- شياطين للأبد.
- المرأة التي غلبت الشيطان
- صوت الحب.
- إمبراطورية ميم.
- رجال في المصيدة.
- صراع الأبطال.
- صيد الرجال.
- الرداء الأبيض.
- الرغبة والضياع عام 1971

### من المسلسلات
- الجنة العذراء.

## وصلات خارجية
- حياة قنديل على موقع الدهليز
- حياة قنديل على موقع قاعدة بيانات الأفلام العربية